# Bosc Gran de Moles
El Bosc Gran de Moles és un bosc del Pallars Jussà situat en el terme municipal d'Isona i Conca Dellà, dins del territori de l'antic terme de Benavent de Tremp, al Pallars Jussà. Pertany al territori del poble de Biscarri.
Està situat al nord-est del terme municipal, al nord-est de Benavent de la Conca i al sud-est de Biscarri, als peus del sector septentrional del Roc de Benavent. En aquest bosc hi ha la Font de Lloca.